# Eva Dillner
Eva Dillner, född 5 december 1952 i Stockholm, är en svensk författare och målare..
Dillner är dotter till Bertil Dillner. Hon växte upp i Linköping och flyttade vid 14 års ålder med familjen till USA, där hon blev kvar i 30 år.
Hon har gett ut boken The naked truth: an exercise in therapeutic storytelling and the principles involved in becoming finally free.
I valet 2022 kandiderade Eva Dillner till kommunfullmäktige i Mörbylånga kommun för det högerextrema partiet AfS. Hon satt fram till 2023 även i partistyrelsen för AfS.